# Hoyershausen
Hoyershausen település Németországban, azon belül Alsó-Szászország tartományban. Lakosainak száma 499 fő (2018. január 1.).

## Népesség
A település népességének változása:

| 2018 | 499 |